# 737. pehotni polk (Wehrmacht)
Za druge 737. polke glejte 737. polk.
737. pehotni polk (izvirno nemško Infanterie-Regiment 737) je bil eden izmed pehotnih polkov v sestavi redne nemške kopenske vojske med drugo svetovno vojno.

## Zgodovina
Polk je bil ustanovljen 26. aprila 1941 kot polk 15. vala na področju WK XVII iz nadomestnih enot za potrebe zasedbenih nalog v Srbiji; polk je bil dodeljen 717. pehotni diviziji.
15. oktobra 1942 je bil polk preimenovan v 737. grenadirski polk.